# Alternativa Española

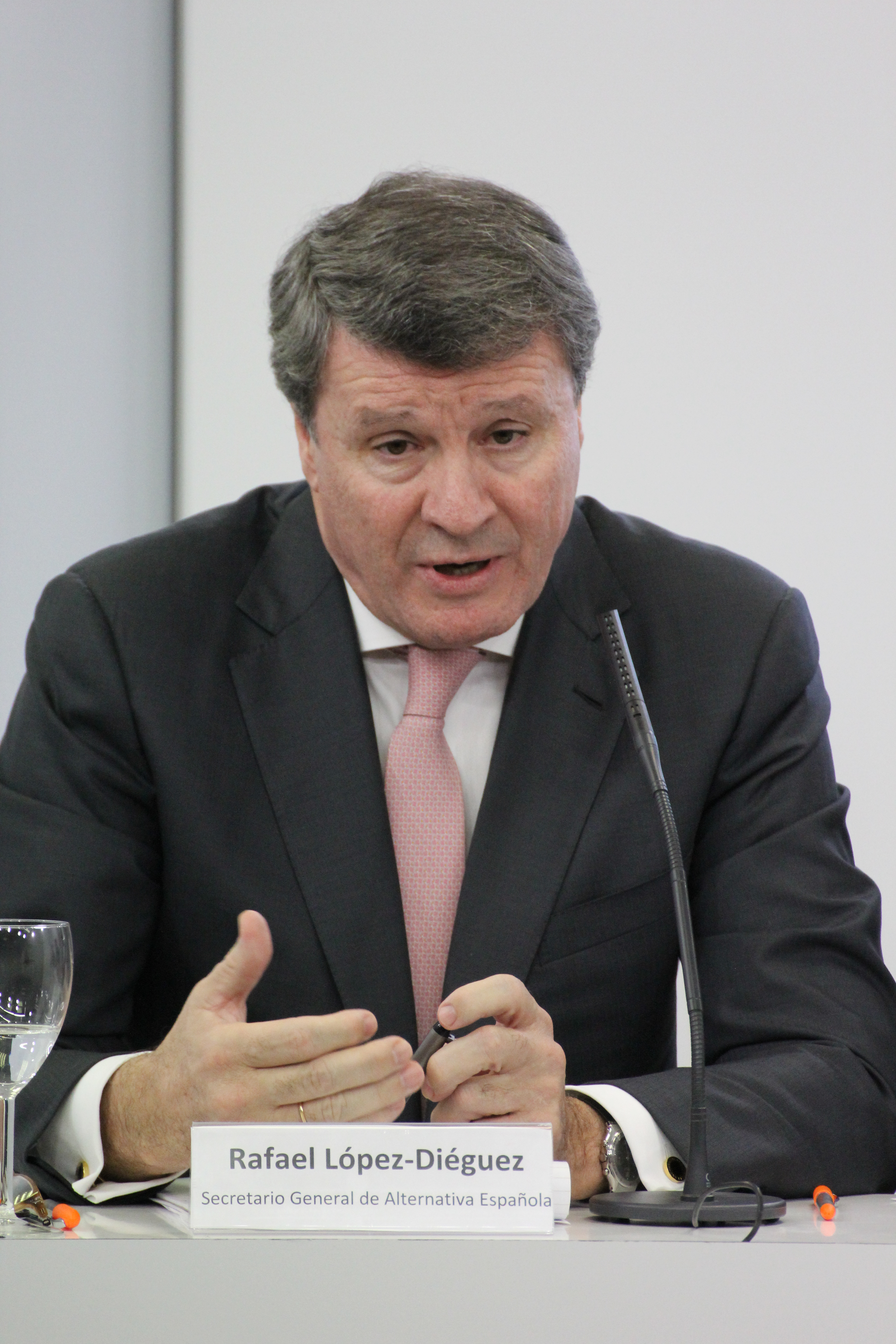
López-Diéguez, líder del partido.

Alternativa Española (AES) fue un partido político español de extrema derecha que surgió del ámbito de Fuerza Nueva en 2003 y estuvo liderado por Rafael López-Diéguez, yerno del histórico líder ultraderechista Blas Piñar. Este último fue el presidente honorario de AES, cargo que ostentó hasta su muerte, en enero de 2014. Se autodefine como «una opción transversal de orientación socialcristiana». El discurso del partido, de raigambre integrista y conservadora y afín al Catolicismo tradicionalista, está enfocado en la defensa de la religión católica, la unidad de España y el rechazo al multiculturalismo.

## Ideología
Aunque AES se define a sí mismo como «un partido transversal que se posiciona en la derecha en materia moral y en la izquierda en materia social y económica». se trata de un partido católico confesional encuadrado dentro de la extrema derecha conservadora. Pese a que AES no emplea simbología franquista y se ha desvinculado oficialmente de discursos nostálgicos, el partido ha sido adscrito al neofranquismo y es considerado heredero de Fuerza Nueva. El discurso de AES es afín al «catolicismo fundamentalista» y presenta una «cosmovisión totalitaria».
AES sustenta su declaración programática y su acción pública en cuatro principios: la oposición al aborto, la defensa de la familia tradicional y de las raíces cristianas y la unidad de España. Además, se incluyen en el socialcristianismo y en el euroescepticismo.

## Políticas
Alternativa Española adopta una postura firme contra el Estado Autonómico al proponer suprimir las comunidades autónomas. El partido considera que el Estado de las Autonomías es inviable e insostenible porque constituye una lacra económica, porque conlleva la desigualdad de derechos entre los españoles en función de su lugar de nacimiento o residencia, porque ha sido el coadyuvante fundamental de la actual crisis y porque impulsa la ruptura de la integridad y la cohesión nacional en su permanente desarrollo. Sin embargo, AES mantendría los derechos forales de Navarra y el País Vasco.
AES considera un ataque a la familia que las parejas homosexuales puedan adoptar y está en contra de los matrimonios entre personas del mismo sexo e, incluso, de las uniones civiles entre personas del mismo sexo.
AES apoya una inmigración controlada y legal en función de las posibilidades reales de ofrecer un puesto de trabajo digno y seguro, estableciendo cupos de inmigración y dando prioridad en los mismos a quienes procedan del mundo hispánico y de la cultura occidental.

## Historia
Alternativa Española se constituyó con el apoyo de Fuerza Nueva Editorial, en cuyo domicilio social tuvo su primera sede. AES está inscrita en el registro de partidos políticos del Ministerio del Interior desde el 21 de abril de 2003, siendo sus dos principales objetivos integrar en sus filas a exmilitantes o votantes desencantados con otros partidos políticos como el Partido Popular, el Partido Familia y Vida o el ya disuelto PADE, así como capitalizar un "voto católico" descontento con las actuales políticas de la clase política española. Según su secretario general, AES surgió "por la traición del PP a sus votantes católicos y al pueblo español en general".
AES se presentó en público en un acto político celebrado el 23 de octubre de 2004 en el Palacio Municipal de Congresos de Madrid, al que acudieron unas 1600 personas. AES inauguró el 18 de septiembre de 2008 su nueva sede central en la capital de España.
Mantuvo contactos con el partido Derecha Navarra y Española (DNE).

## Implantación
Su provincia más estable y con mayor implantación es Madrid (especialmente Alcalá de Henares), aunque también posee núcleos de importancia en Valencia, Alicante, Cantabria, Sevilla, Murcia y Santa Cruz de Tenerife.
En Cantabria el partido está dirigido por Salvador Sarabia Sainz, que fue concejal del PP en Ampuero pero renunció a su cargo en septiembre de 2010. Desde las elecciones municipales de 2011, AES cuenta con un concejal en Bárcena de Pie de Concha.

## AES y el doctor Carlos Morín
En octubre de 2004 saltó la noticia de que un equipo del diario británico Daily Telegraph investigó posibles delitos de aborto en la clínica Ginemedex de Barcelona y, dos años después, un reportaje emitido por la cadena de televisión pública danesa DR y grabado con cámara oculta denunció que en una clínica de Barcelona, perteneciente al grupo Ginemedex-TCB, que dirige Carlos Morín, se realizaban abortos ilegales a mujeres embarazadas de hasta más de siete meses procedentes de toda Europa.
Se abrió una investigación judicial en noviembre de 2006. Alternativa Española, E-Cristians y el Centro Jurídico Tomás Moro fueron los promotores de una querella judicial contra el doctor Morín y ejercieron de acusación particular en el caso. El proceso judicial acabó el 31 de enero de 2013 con la Audiencia de Barcelona absolviendo al doctor Morín y a todos sus colaboradores. Sin embargo, Alternativa Española, además de E-Cristians y el Centro Jurídico Tomás Moro, presentó un recurso de casación tras la sentencia absolutoria para los acusados de la Audiencia de Barcelona.
En noviembre de 2013, el Tribunal Supremo anuló la sentencia de la Audiencia Provincial de Barcelona que absolvió al doctor Carlos Morín y a otros diez acusados de haber practicado 89 abortos ilegales a mujeres en avanzado estado de gestación en dos clínicas de Barcelona y ha ordenado repetir el juicio ante un nuevo tribunal formado por distintos magistrados, dando así la razón a Alternativa Española, E-Cristians y al Centro de Estudios Jurídicos Tomás Moro que en sus recursos de casación esgrimieron que la Audiencia de Barcelona había vulnerado su derecho a valerse de los medios precisos para la defensa al rechazar dos pruebas que consideraban indispensables para la valoración de los hechos durante el juicio. La Sala de lo Penal del Tribunal Supremo ha notificado la sentencia número 793/2013 por la que revoca la absolución del doctor Carlos Morín y de su equipo médico, que habían sido absueltos por la Audiencia Provincial de Barcelona por practicar abortos ilegales, así como de los delitos de falsedad documental, asociación ilícita e intrusismo profesional.
El Supremo entiende que la Audiencia de Barcelona "menoscabó" el derecho de aportación probatoria de las partes personadas y obliga a reponer la causa al estado en el que se cometió la falta, esto es, al momento en que se declaró la impertinencia de pruebas de forma poco "detallada". Así, el Supremo obliga al nuevo tribunal a elaborar "un nuevo juicio de pertinencia" sobre la prueba videográfica interesada por las partes, que consistía en la reproducción de las imágenes grabadas con cámara oculta por periodistas británicos e informadores de la televisión danesa que accedieron a las clínicas abortistas.
Finalmente, el doctor Carlos Morín y el psiquiátra Pascual Javier Ramón Mora fueron condenados a 18 meses de prisión por once delitos de abortos ilegales.

## Elecciones

### Elecciones al Parlamento de Cataluña de 2006
AES concurrió a las elecciones al Parlamento de Cataluña de 2006 con Democracia Nacional (DN), formando la coalición Plataforma Adelante Cataluña. Obtuvieron 2.735 votos, un 0,09% en toda Cataluña.

### Elecciones municipales y autonómicas de mayo de 2007
AES concurrió por primera vez a un proceso electoral en solitario en las elecciones autonómicas de España de 2007. A nivel global logró 6.737 votos (0,03%).
En la Comunidad de Madrid obtuvo 5.039 votos (0,17%). El candidato que encabezó la lista a la Asamblea de Madrid en 2007 fue Rafael López-Diéguez.
A pesar de tener el apoyo incondicional de la emisora Radio Intercontinental (entonces se escuchaba en el 99% del territorio de la Comunidad de Madrid y provincias limítrofes) con su programa de lunes a viernes que se emitía de 19:00 a 20:00, presentado por el periodista Eduardo García Serrano (llevaba emitiéndose más de un año con respecto al día de las elecciones autonómicas y municipales 2007 de Madrid), AES ni siquiera llegó a conseguir el 1,00% del electorado. El resultado fue calificado como "malo" incluso por el propio López-Diéguez.

### Elecciones generales españolas de 2008
El 17 de junio de 2007 se acordó por parte de la Junta Nacional de este partido concurrir a las elecciones generales celebradas el 9 de marzo de 2008, en las que consiguió presentar candidaturas en las 52 circunscripciones. En esta convocatoria se enfocó una nueva estrategia electoral presentándose como el "Partido Social Cristiano" - estrategia y marca política que sigue manteniendo actualmente. AES obtuvo 7300 votos (0,03%) al Congreso (unos 2.000 en la circunscripción de Madrid) y 21.570 (0,08%) al Senado.

### Elecciones al Parlamento Europeo de 2009
El 10 de mayo de 2008, AES celebró en Madrid su IV Asamblea General, en la cual ratificó a la totalidad de sus cargos de cara a las elecciones al Parlamento Europeo de 2009. 
En marzo de 2009, el Partido Conservador británico rompió con el Partido Popular Europeo de cara a las elecciones al Parlamento Europeo. El eurodiputado conservador y euroescéptico británico Daniel Hannan pidió el voto de los 800.000 británicos residentes en España para AES.
El candidato que encabezó la lista al Parlamento Europeo de 2009 por AES fue, de nuevo, Rafael López-Diéguez.
AES recibió 19.583 votos, un 0,12% de los votos válidos, ocupando la decimotercera posición. Su mejor resultado se dio en Madrid, donde fue la sexta fuerza política, obteniendo 9.593 votos (0,42%).

### Elecciones municipales y autonómicas de mayo de 2011
AES alcanzó en las Elecciones municipales de España de 2011 6.848 votos y un 0,03% a nivel global. Por primera vez AES consiguió entrar en las instituciones aunque con tan sólo 2 concejales: 1 en Bárcena de Pie de Concha (Cantabria) con un 19,16% de votos y 1 en Las Labores (Ciudad Real) con un 17,99%.
En la Comunidad de Madrid obtuvo 3.731 votos (0,12%).

### Elecciones generales españolas de 2011
AES decidió no presentarse a las elecciones generales de noviembre de 2011, aunque DNE y AES presentaron una lista conjunta al Congreso por la Circunscripción electoral de Navarra y otra al Senado bajo las siglas DNE. Sin embargo, DNE retiró la lista al Congreso, dejando únicamente la lista al Senado, con el objetivo de aunar todo el voto de derecha en la candidatura UPN-PP y tratar así de evitar que Amaiur consiguiera representación.
En 2011 tras los malos resultados en las Elecciones municipales y autonómicas de mayo de 2011 y Elecciones generales españolas de 2011 el Frente Nacional (España, 2006-2011) se disolvió y la mayoría de sus afiliados se integraron en Alternativa Española.

### Elecciones al Parlamento Europeo de 2014
AES se presenta a las elecciones al Parlamento Europeo de 2014 en una candidatura conjunta con las formaciones Partido Familia y Vida (PFyV) y Comunión Tradicionalista Carlista (CTC). Dicha coalición se llama Impulso Social y se sitúa en el euroescepticismo moderado, ya que quiere que España y el resto de países europeos recuperen sus competencias, entendiendo que la soberanía de la Unión Europea nunca puede prevalecer a la soberanía de los Estados, correspondiendo a éstos, en exclusiva, decidir sobre cuestiones fundamentales.
AES mantuvo conversaciones con Vox para una posible candidatura conjunta, pero finalmente no se produjo. Por otra parte, Alternativa Española y el Frente Nacional francés negocian una coalición para las elecciones al Parlamento Europeo de 2014. La coalición Impulso Social, encabezada por Alternativa Española y liderada por Rafael López-Diéguez, alcanzó 17.774 votos (0,11%), obteniendo un peor resultado comparado con el de AES en las elecciones al Parlamento Europeo de 2009.

### Elecciones municipales de mayo de 2015
AES consiguió 5 concejales en las Elecciones municipales de España de 2015: 2 en Las Labores (Ciudad Real) con un 25,18%, 1 en Villanueva de la Condesa (Valladolid) con un 37,04%, 1 en Bárcena de Pie de Concha (Cantabria) con un 20,83% y 1 en Ampuero (Cantabria) con un 9,02%. 
La Asociación Colectivo de Funcionarios Públicos Manos Limpias dio su cobertura y supervisión a principios del año 2015 para un acuerdo electoral entre Alternativa Española (AES) y el Partido por la Libertad (PXL), para las elecciones locales de mayo de 2015. Esa alianza se llamó Plataforma con las Manos Limpias, pero fue un rotundo fracaso. El propio Miguel Bernad Remón promocionó la coalición, fotografiándose con el presidente de AES.

### Elecciones generales de España de 2015
El secretario general del partido, Rafael López-Diéguez, explicó en una entrevista concedida al diario digital Decisión Económica que el partido se encontraba "en un proceso de reflexión" de cara a presentarse a las Elecciones generales de diciembre de 2015

### Elecciones generales de España de 2016
Las formaciones Alternativa Española (AES), Partido Familia y Vida (PFyV) y Comunión Tradicionalista Carlista (CTC) no se presentaron a Elecciones generales de España de 2016 por diferentes motivos y pidieron el voto para Vox. Algunos de sus miembros fueron como independientes en las listas de dicho partido.

### Elecciones al Parlamento Europeo de 2019 (España)
ADÑ Identidad Española es una coalición  electoral euroescéptica, que, formada por los partidos Democracia Nacional (DN), Alternativa Española (AES), Falange Española de las JONS (FE-JONS), y FE-La Falange, anunció en 2018 sus pretensiones de concurrir a las elecciones al Parlamento Europeo de 2019 en España.  Toman inspiración en la estética y en la ideología de otros partidos «identitarios» europeos y de la experiencia trumpista, pretendiendo aprovechar electoralmente el euroescepticismo, la desconfianza en el PP y los miedos a un supuesto cambio en la composición demográfica del país.

### Elecciones municipales de mayo de 2019
AES consiguió 4 concejales en las elecciones municipales de España de 2019: 2 en Las Labores (Ciudad Real) con un 30,86% y 2 en Ampuero (Cantabria) con un 17,75%. Además, AES ha logrado la alcaldía de Las Labores.